# Pro Oriente
« Pro Oriente » est une fondation créée en 1964 par l'archevêque de Vienne, le cardinal Franz König pour améliorer les relations entre l'Église catholique et les Églises orthodoxes dans la ligne du Concile Vatican II et du décret sur l’œcuménisme "Unitatis Redintegratio". 

## Statuts
Les statuts de "Pro Oriente" à sa création, le 4 novembre 1964, définissaient ainsi le but de la Fondation : "... Établir et promouvoir les contacts avec l'Est européen dans tous les domaines offrant un intérêt intellectuel, en particulier aussi entre représentants de l'Église catholique et des Églises orthodoxes...". 
En  1978, les statuts furent modifiés, et son objectif étendu à : "développer et promouvoir les relations œcuméniques entre l'Église catholique et les Églises orthodoxes pré-chalcédoniennes et pré-éphésiennes".

## Réalisations

### Dialogue avec les Églises orthodoxes orientales
Sans attendre la modification des statuts, "Pro Oriente" décida, en 1971, d'organiser un premier colloque non officiel entre théologiens des Églises antéchalcédoniennes et de l'Église catholique
Le résultat le plus important du dialogue fut la définition christologique adoptée à l'unanimité le 12 septembre 1971, définition désignée par la suite comme "formule christologique de Vienne" :
« Nous croyons que notre Seigneur et Sauveur, Jésus-Christ, est Dieu le Fils incarné ; parfait dans sa divinité et parfait dans son humanité. Sa divinité n'a pas été séparée de son humanité à un seul instant, même pas le temps d’un clin d'œil. Son humanité ne fait qu'un avec sa divinité, sans mélange, sans confusion, sans division, sans séparation.
Nous, dans notre foi commune dans le seul Seigneur Jésus-Christ, considérons son mystère inépuisable et ineffable et, pour l'esprit humain, jamais totalement compréhensible ou exprimable. »
Cette formulation fut reprise, par la suite, dans les déclarations communes signées par le Saint Siège et les différentes Églises.

### Dialogue entre les Églises de tradition syriaque
En 1994, lors d'une conférence au Liban, Pro Oriente a constitué une Commission syriaque pour le dialogue entre huit Églises (dont trois catholiques) de la tradition syriaque. 